# Военна психология
Военната психология е изследването, проектирането и приложението на психологически теории и емпирични данни към разбирането, предвиждането и противодействие на поведения или в приятелски или вражески сили или цивилно население, които могат да бъдат разбираеми, заплашителни или потенциално опасни при провеждането на военни операции. Военната психология се трансформира от поддял на различни психологически дисциплини в наука, използвана от военните, както и други средства използвани от тях, за да позволи на войската по-лесно да оцелее при стреса на войната, докато използва психологически принципи. Всички типове стрес и психологически заболявания, които военната психология разглежда не са само специфични за военните и военното дело. Все пак войниците са изложение на специфична комбинация на тези иначе сериозни и обширни стресови фактори. Такива са Посттравматичното стресово разстройство, вина, семейни трудности, кошмари и много други. Военната психология е прилагана към консултиране и лечение на стреса и умората на военния персонал или семействата на военни, както и за лечение на психологическата травма .
Съвременната психология е въведена във въоръжените сили от американците през 1917 г. по време на включването им във войната срещу Германия на страната на съюзниците. Под ръководството на Робърт Йеркес и вдъхновявайки се от трудовете на Алфред Бине, психолозите изготвят известните армейски тестове, които прилагат на 1 726 000 новобранци. През тридесетте години победена Германия възстановява армията си, прилагайки на свой ред рационалните методи на психологията. По време на Втората световна война тези методи са разпространени във всички воюващи страни. Оттогава всяка модерна армия притежава своя War Office Selection Board, от чиито услуги не може да се лиши.
Основен проблем е разпределянето на набора. Във Франция трябва да се разпределят около 450 000 души между различните родове войска и 450 военни длъжности, някои от които изискват висока техническа квалификация. Психолозите не само подбират и насочват войниците в зависимост от техните способности. Те участват в тяхното обучение, в подобряването на снаряжението и в проучванията върху методите за маскировка. Те се грижат за поддържането на бойния дух у войниците и цивилното население (сондажи на общественото мнение, психологическо въздействие) и разпространяват информациите, които са в основата на психологическата война. Тази съвременна форма на война е насочена повече към унищожаването на боеспособността на противника, отколкото към физическото му унищожение. Подривната дейност е нейната цел, пропагандата е главното ѝ оръжие. Тя се води не само когато избухне въоръжен конфликт, но и в мирно време, по време на „студената война", чиято основна съставна част представлява.
В България най-известният труд по военна психология е този на Спиридон Казанджиев от годините на Втората световна война.